# Vladas Mironas

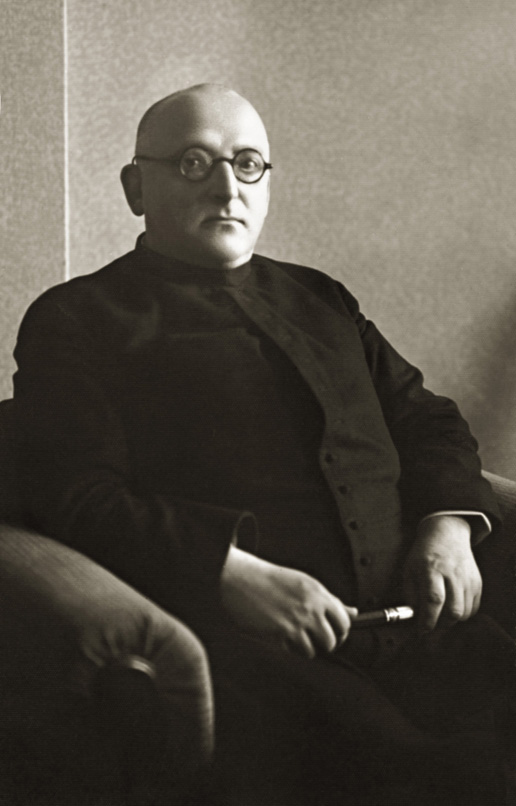
Vladas Mironas

Vladas Mironas (* 22. Juni 1880 in Kuodiškiai, Bezirk Rokiškis; † 18. Februar 1953 in Wladimir, Sowjetunion) war ein litauischer katholischer Priester, Politiker und ein Jahr lang Premierminister. Er setzte sich für die Unabhängigkeit Litauens ein und starb nach der Besetzung des Landes durch die Rote Armee in einem sowjetischen Gefängnis.

## Leben

### Studium und Katholischer Priester
Mironas besuchte zunächst das Mintaujos-Gymnasium von Jelgava, das auch der erste Präsident Litauens (Antanas Smetona) und sein Amtsvorgänger als Premierminister Juozas Tūbelis absolvierten. 1897 begann er ein Studium am Römisch-Katholischen Priesterseminar von Vilnius, das er 1901 abschloss. Anschließend absolvierte er ein weiteres Studium an der Akademie von Sankt Petersburg, welches er 1904 mit einem Magister in Theologie beendete.
Nach seiner Priesterweihe 1904 war er zunächst als Priester in Vilnius tätig. Anschließend erfolgten Tätigkeiten als Priester in Choroszcz in Polen, Valkininkai sowie Daugai. 1907 wurde er Mitglied der Litauischen Wissenschaftlichen Gesellschaft (Lietuvių mokslo draugija). Von 1914 bis 1929 war er Dekan des Dekanates von Merkinė.

### Politische Laufbahn

#### Unabhängigkeit
Neben seiner Tätigkeit als Priester war Mironas bereits frühzeitig politisch tätig. Am 4. und 5. Dezember 1905 war er Teilnehmer der durch die Ereignisse der Russischen Revolution beeinflussten Großen Seimas von Vilnius. Dabei handelte es sich um den ersten modernen Kongress in Litauen, der sich überwiegend mit nationalen Fragen beschäftigte. Letztlich fasste der Große Seimas den Beschluss einer weitgehenden Autonomie innerhalb des Russischen Zarenreiches.

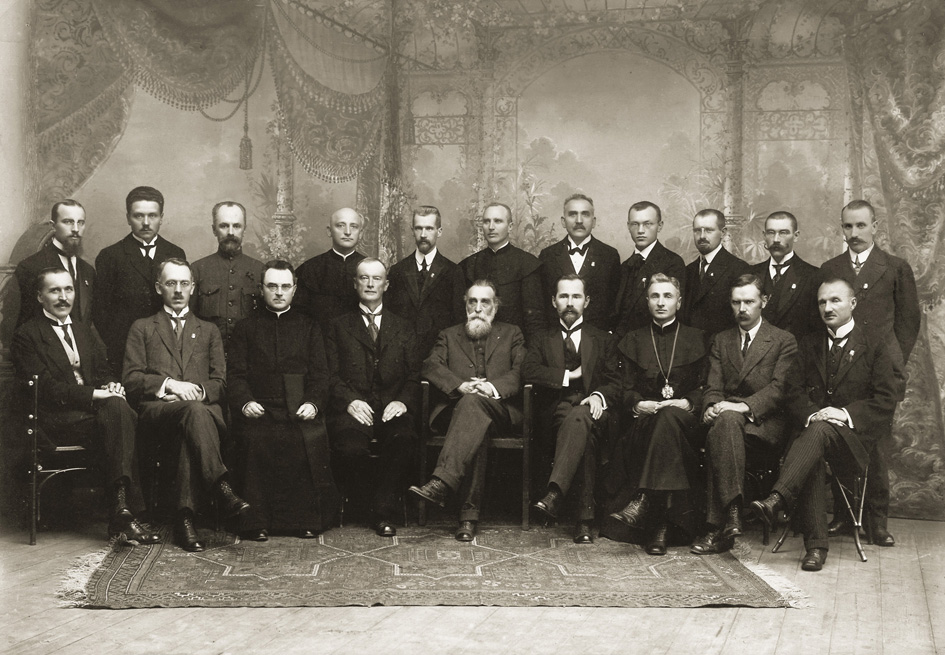
Der Litauische Landesrat u. a. mit Jonas Basanavičius (sitzend 5. v. l.), Antanas Smetona (sitzend 4. v. r.), Vladas Mironas (stehend 4. v. l.) und Aleksandras Stulginskis (stehend 9. v. l.)

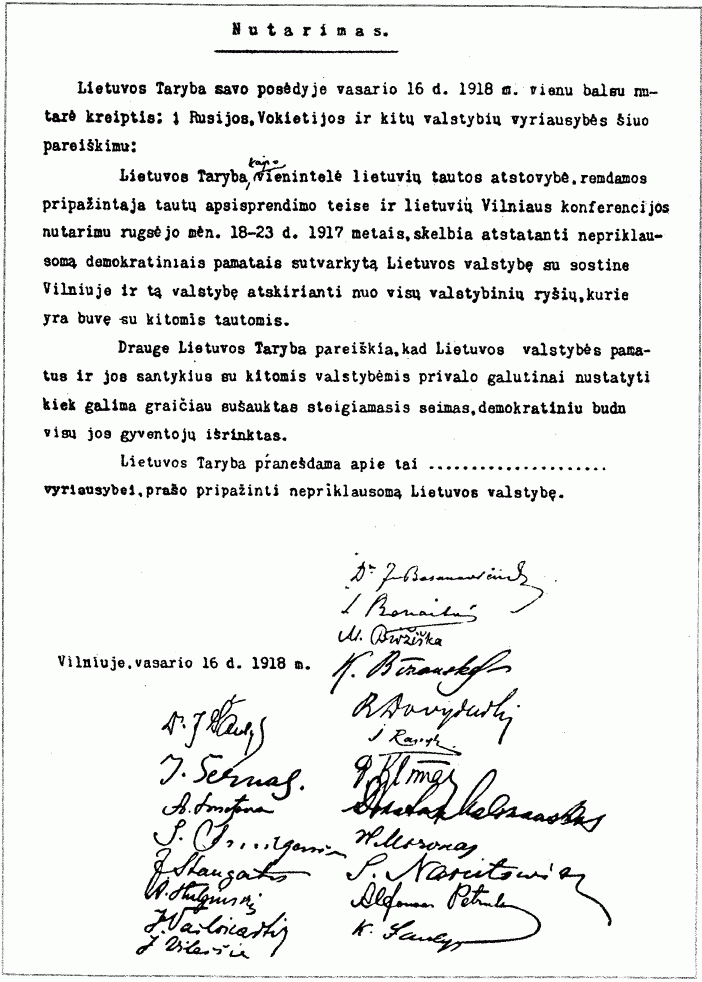
Unabhängigkeitserklärung vom 16. Februar 1918

Vom 18. bis zum 22. September 1917 war er Teilnehmer der Nationalen Konferenz von Vilnius, auf der der Prozess zur Gründung eines vom Russischen Reich, Polen und dem Deutschen Kaiserreich unabhängigen Litauischen Staates begann. Daneben wählte die Nationalkonferenz am 11. Juli 1918 den aus 20 Mitgliedern bestehenden Litauischen Landesrat (Lietuvos Valstybės Taryba), dessen Zweiter Vizepräsident er anschließend wurde. Am 2. November 1918 rief der Landesrat die Unabhängigkeit Litauens aus, deren Beschluss bereits am 16. Februar 1918 unterzeichnet wurde.
Anschließend war er überwiegend wieder als Dekan von Merkinė tätig. Nach dem Putsch von Smetona am 17. Dezember 1926 wird er dann wieder zum Abgeordneten des Seimas gewählt. Nach der Auflösung des Seimas 1929 ist er dann wieder als Priester an der Erzengel Michael-Kirche Kaunas sowie als Oberster Militärkaplan tätig.

#### Ministerpräsident und sowjetische Besatzung
Am 24. März 1938 wurde er als Vertreter der Lietuvių Tautos Pažangos Partija von Smetona als Nachfolger von Juozas Tūbelis während einer Regierungskrise mit Polen zum Premierminister ernannt. Seine Regierung folgte dem politischen Ziel eines verständnisvollen Umgangs mit Polen. Dabei wurde insbesondere ein gerechter Umgang mit der polnischen Minderheit versprochen. Schließlich wurde angekündigt, dass beide Staaten am 12. November 1938 im Radio und in der Presse Nachrichten im Geiste einer guten Nachbarschaft vorstellen würden.
Das Amt des Premierministers übte er bis zu seiner Ablösung durch Jonas Černius am 28. März 1939 aus. Vom 1. Oktober bis zum 5. Dezember 1938 war er außerdem Landwirtschaftsminister. Zum Ende seiner Amtszeit musste sich Litauen im März 1939 dem deutschen Druck beugen und das Memelgebiet wieder an Deutschland abtreten.
Während des Zweiten Weltkrieges wurde er nach der Besetzung Litauens durch die Rote Armee am 12. September 1940 verhaftet und zur Zwangsarbeit im Zentralgefängnis von Kaunas verurteilt. Am 23. Juni 1941 wurde er durch die Litauische Aktivistenfront (Lietuvos Aktyvistų Frontas) befreit, die am gleichen Tag die Unabhängigkeit Litauens erklärte. Allerdings kam es nach dem Einmarsch der deutschen Wehrmacht am 26. September 1941 zum Verbot der Aktivistenfront. 1945 wurde er erneut verhaftet und anschließend zur Zusammenarbeit mit dem sowjetischen Volkskommissariat für innere Angelegenheiten (NKWD) gezwungen. Seine Arbeit in Vilnius war jedoch für den NKWD so unbefriedigend, dass er bald darauf wieder verhaftet wurde und in ein Gefängnis in Wladimir gebracht, wo er später verstarb.